# Minardi M185
Der Minardi M185 ist ein Formel-1-Rennwagen des ehemaligen italienischen Motorsportteams Minardi. Mit ihm debütierte der Rennstall 1985 in der Formel-1-Weltmeisterschaft. Das bereits 1984 konstruierte Auto hieß ursprünglich M184, wurde in dieser Form aber bei keinem Rennen eingesetzt. In seiner Debütsaison war der M185 anfänglich mit einem Saug- und später mit einem Turbomotor ausgestattet. 1986 brachte das Team die Konstruktion in leicht abgewandelter Form als Minardi M185B an den Start. In keiner Version erzielte das Auto einen Weltmeisterschaftspunkt.

## Entstehungsgeschichte

### Minardi

Minardi-Logo

Das im nordostitalienischen Faenza ansässige Team Minardi, dessen Nachfolger seit 2024 als Racing Bulls in der Formel 1 antritt, war ab 1969 zunächst unter der Bezeichnung Scuderia del Passatore und, nach der Übernahme durch Giancarlo Minardi 1972, als Scuderia Everest in kleineren Motorsportklassen aktiv. 1974 wechselte das Team in die Formel-2-Europameisterschaft, in der es zunächst Kundenautos unterschiedlicher Hersteller einsetzte. Ab 1980 unterhielt Minardi eine eigene Konstruktionsabteilung, in der unter der Leitung von Giacomo Caliri Formel-2-Rennwagen für den Eigenbedarf entwickelt und gebaut wurden. Mit ihnen erzielten Minardis Fahrer bis 1984 einen Sieg und mehrere zweite und dritte Plätze. Die Entscheidung der FIA, die Formel 2 mit Ablauf der Saison 1984 einzustellen, nahm Giancarlo Minardi zum Anlass, den Rennstall ab 1985 nicht in der Nachfolgeserie Formel 3000 an den Start zu bringen, sondern auf die Formel 1 auszurichten. Einzelne andere Formel-2-Teams wie AGS gingen diesen Weg ebenfalls oder zogen ihn zumindest in Erwägung.
Bereits der Minardi M283, das Formel-2-Auto für die Saison 1983, war so konstruiert, dass es mit einem Cosworth-DFV-Motor auch in der Formel-1-Weltmeisterschaft hätte eingesetzt werden können. Wegen der zunehmenden Bedeutung von Turbomotoren im Grand-Prix-Sport entschied sich Minardi aber gegen ein Formel-1-Engagement mit Saugmotoren. Die Idee des Aufstiegs in die Formel 1 lebte wieder auf, als Minardi Anfang 1984 Zugriff auf Turbomotoren von Alfa Romeo erhielt. Nachdem Gianpiero Mancini als Investor zu dem Projekt hinzugestoßen war, entwarf Giacomo Caliri ab Frühjahr 1984 Minardis erstes Formel-1-Auto auf der Grundlage des Minardi 283.

### Minardi M184
Im Sommer 1984 war der Prototyp, der als Minardi M184 bezeichnet wurde, einsatzbereit. Er war so konstruiert, dass er unterschiedliche Motoren aufnehmen konnte. Zunächst erschien der M184 mit dem Achtzylinder-Turbomotor Alfa Romeo Tipo 890T, den Carlo Chiti konstruiert hatte und der zu dieser Zeit auch in den Werkswagen von Alfa Romeo sowie in den Autos von Osella Corse lief. Einigen Quellen zufolge erwog Giancarlo Minardi zeitweise, ab 1985 das gesamte Motorenprogramm von Alfa Romeo zu übernehmen. Angeblich habe seit Ende 1983 eine entsprechende Vereinbarung mit Alfa Romeo vorgelegen. Im Sommer 1984 baute Minardi einen 890T in den M184 ein. Im Juli 1984 führte Alessandro Nannini mit dem M184-Alfa in Misano erste Testfahrten durch und legte dabei mehr als 2000 Kilometer zurück. Im Oktober 1984 allerdings zog Alfa Romeo seine Zusage zurück; Minardi verlor die Achtzylindermotoren. Die meisten Quellen führen das auf eine Intervention Enzo Osellas zurück, der eine direkte Konkurrenz zu seinem finanzschwachen Team fürchtete.

### Motori Moderni
Minardi und Gianpiero Mancini beauftragten daraufhin Carlo Chiti, der sich mittlerweile von Alfa Romeo getrennt hatte, mit der Entwicklung eines eigenen Motors. Chiti und Mancini gründeten in Novara das Unternehmen Motori Moderni, das im November 1984 mit der Entwicklung des Triebwerks begann und im Februar 1985 den ersten Motor fertigstellte. Den ersten Einsatz hatte der Motor Anfang Mai 1985 beim Großen Preis von San Marino, dem dritten Rennen der Saison 1985. Die Zeit bis dahin überbrückte Minardi mit einem Cosworth-Saugmotor vom Typ DFV. Neben Tyrrell war Minardi damit in diesen Wochen das letzte Team, das in diesem Jahr noch Saugmotoren verwendete. Während der gesamten Saison 1985 und in der ersten Hälfte der Saison 1986 setzte Minardi den Motori-Moderni-Motor exklusiv ein. Geplante Verwendungen bei Osella und Ekström Racing kamen nicht zustande. Erst Ende 1986 kam das französische Team AGS für zwei Rennen als Motori-Moderni-Kunde hinzu.

## Konstruktion

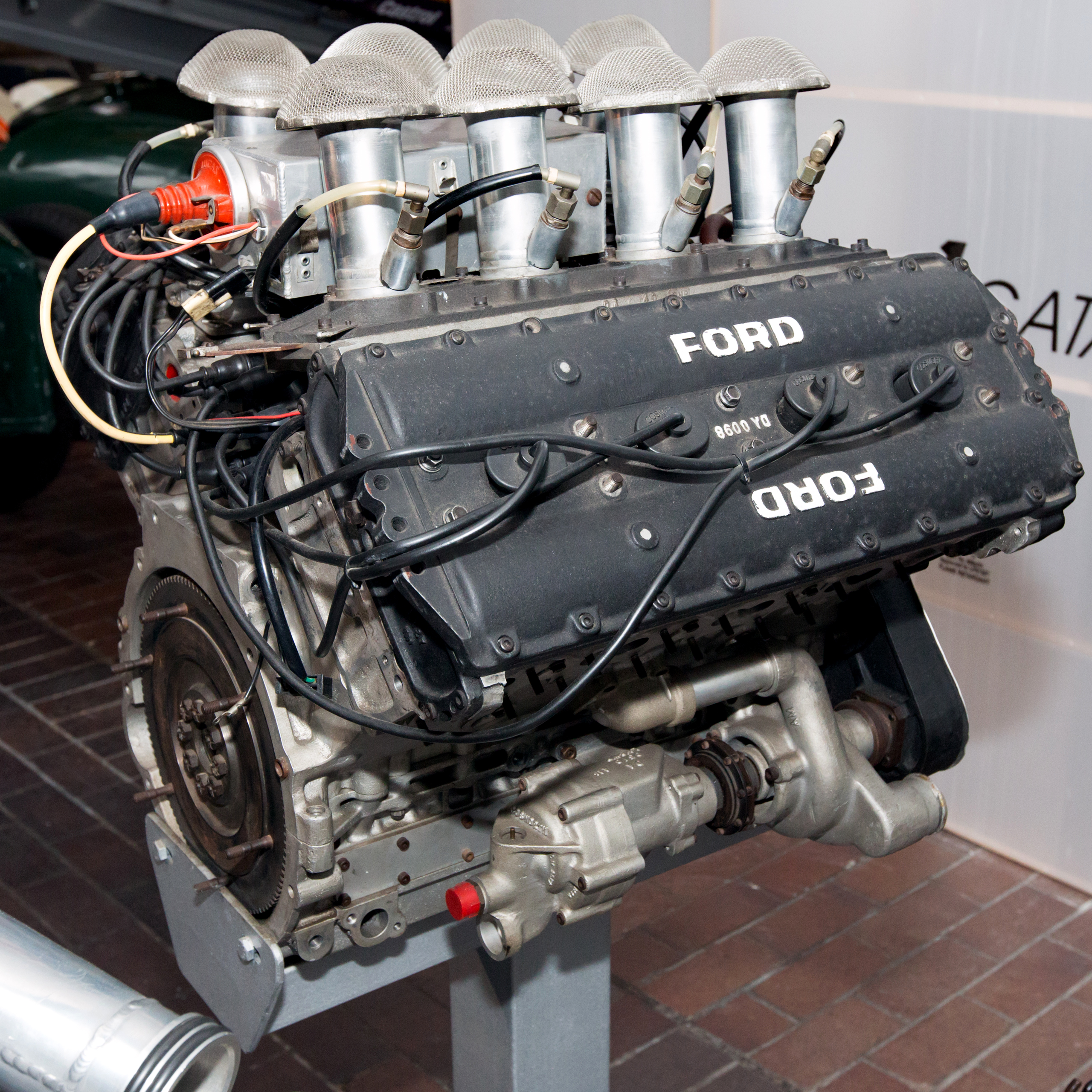
Letzter Saugmotor der Drei-Liter-Ära: Cosworth DFV

Der Minardi M185 basiert technisch auf dem letzten Formel-2-Rennwagen des Teams, dem 283. Eine Reihe von Komponenten beider Autos waren untereinander auswechselbar. Der Formel-2-Ursprung des M185 zeigt sich unter anderem an seinen Abmessungen: Mit einem Radstand von nur 2607 mm war der M185 sowohl 1985 als auch 1986 das kompakteste Auto im Starterfeld.
Bei der äußeren Form und beim grundsätzlichen Layout des M185 hatte sich Caliri an dem von John Barnard konstruierten McLaren MP4/1 orientiert. Anders als der MP4/1 hat der Minardi allerdings kein komplett aus kohlenstofffaserverstärktem Kunststoff gefertigtes Monocoque. Beim M185 besteht das Monocoque aus einer Kombination von Kunststoffen und Aluminiumblechen. Im Detail ist es baugleich mit dem Monocoque des Formel-2-Autos M283. Die Vorderräder haben bei allen Versionen des Autos innenliegende Federn und Stoßdämpfer, die über Schubstangen betätigt werden. Die Alfa-Romeo-Version M184 war 1984 auch hinten mit Schubstangen ausgerüstet; für 1985 rüstete Minardi die Hinterradaufhängung aber auf Zugstangen um. Diese Auslegung wurde bis 1986 beibehalten. Die Stoßdämpfer sind von Koni. Für das 1986er Modell M185B überarbeitete Minardi die Frontaufhängung, die Seitenkästen sowie die Position der Kühler.
Angetrieben wurde das Fahrzeug zunächst von einem Cosworth DFV, einem Saugmotor mit 3,0 Liter Hubraum, später dann von einem Sechszylinder-Turbomotor von Motori Moderni mit 1,5 Liter Hubraum. Beide Motoren gaben ihre Leistung über ein handgeschaltetes Fünfganggetriebe an die Hinterachse ab. Das Getriebegehäuse war eine Eigenkonstruktion Minardis, die Zahnräder bezog das Team von Hewland. Die Reifen kamen 1985 und 1986 von Pirelli, den Treibstoff lieferte Agip.
Das Gewicht der Autos lag jeweils deutlich über dem vom Reglement geforderten Mindestwert von 540 kg. Das erste Modell aus dem Jahr 1985 wog 585 kg, in der B-Version von 1986 lag das Gewicht noch immer bei 575 kg.

## Lackierung
1985 und 1986 war der M185 in einer Kombination aus Schwarz und Gelb lackiert. Auf den Autos warben zahlreiche kleinere, meist italienische Sponsoren, unter ihnen die Sportbekleidungsmarke Simod und der Modekonzern Gilmar.

## Produktion

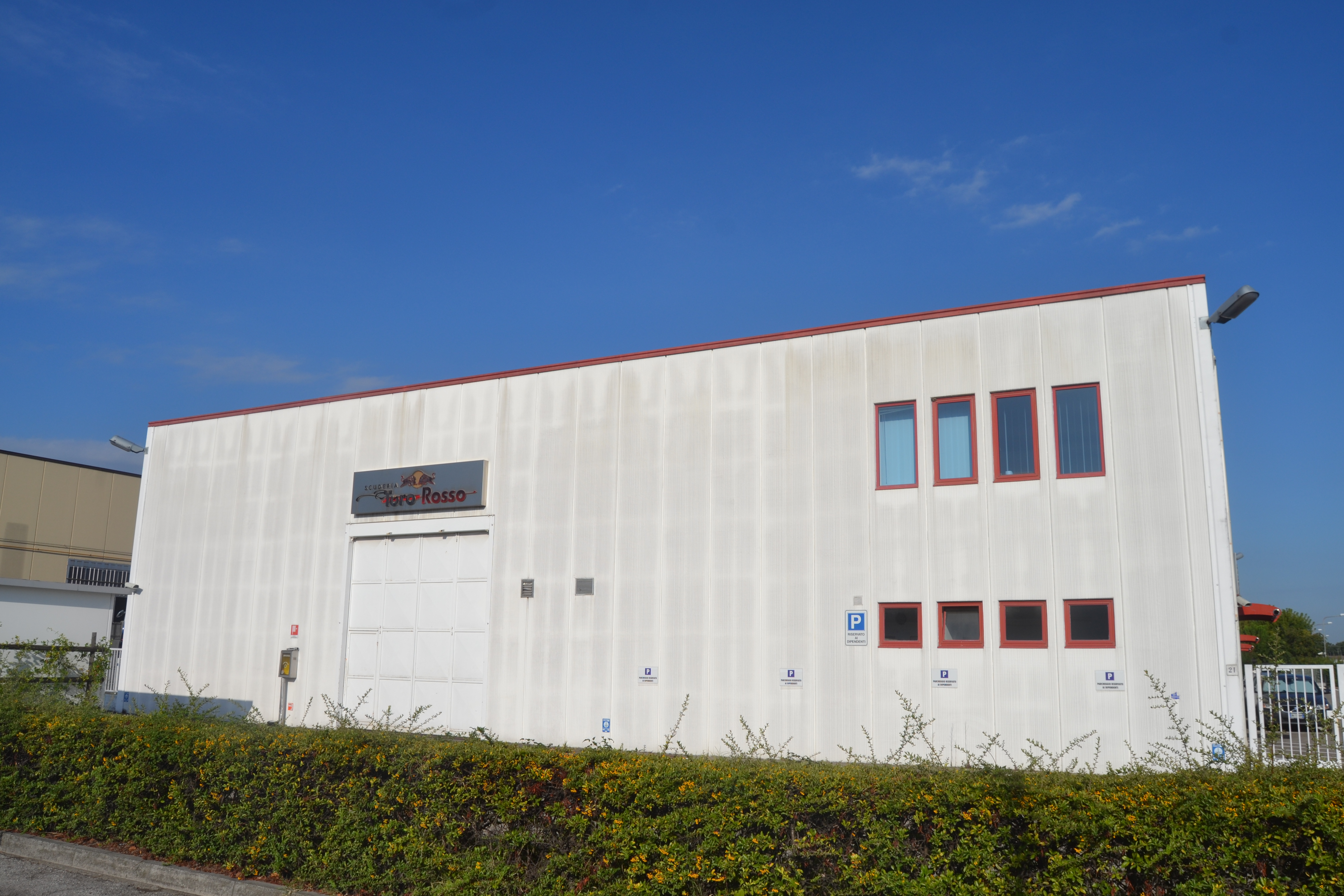
Herstellungsort aller M185: Minardis Werkshalle in Faenza

Von 1984 bis 1986 produzierte Minardi in Faenza fünf Chassis der Baureihe M184/185/185B:
- M185/001 war der 1984 fertiggestellte Prototyp, der anfänglich die Bezeichnung M184 trug. Er übernahm das 1983 hergestellte Monocoque eines M283. Nach einigen Testfahrten mit dem Alfa-Romeo-Motor wurde er bei den ersten beiden Rennen der Saison 1985 mit dem Cosworth-Saugmotor eingesetzt und diente bis Ende 1986 als Ersatzfahrzeug.
- M185/003[12] war das erste Fahrgestell, das 1985 neu aufgebaut wurde. Es erschien in Imola mit dem aufgeladenen Motori-Moderni-Sechszylinder. Bereits in seinem zweiten Einsatz in Monaco wurde es im Training irreparabel zerstört. Minardi verwendete die Fahrgestellnummer 003 im Frühjahr 1986 erneut für ein neu aufgebautes fünftes Chassis, das bis Ende 1986 eines der beiden Einsatzfahrzeuge vom Typ M185B war.
- M185/002 erschien in Belgien 1985, wurde in Kanada beschädigt und nach dem Wiederaufbau bis zum Großen Preis der Niederlande 1985 weiter eingesetzt, wo Martini es bei einem Unfall irreparabel beschädigte.
- M185/004 debütierte beim Großen Preis von Großbritannien 1985. Es blieb bis 1986 als M185B im Einsatz.

## Renngeschichte

### 1985

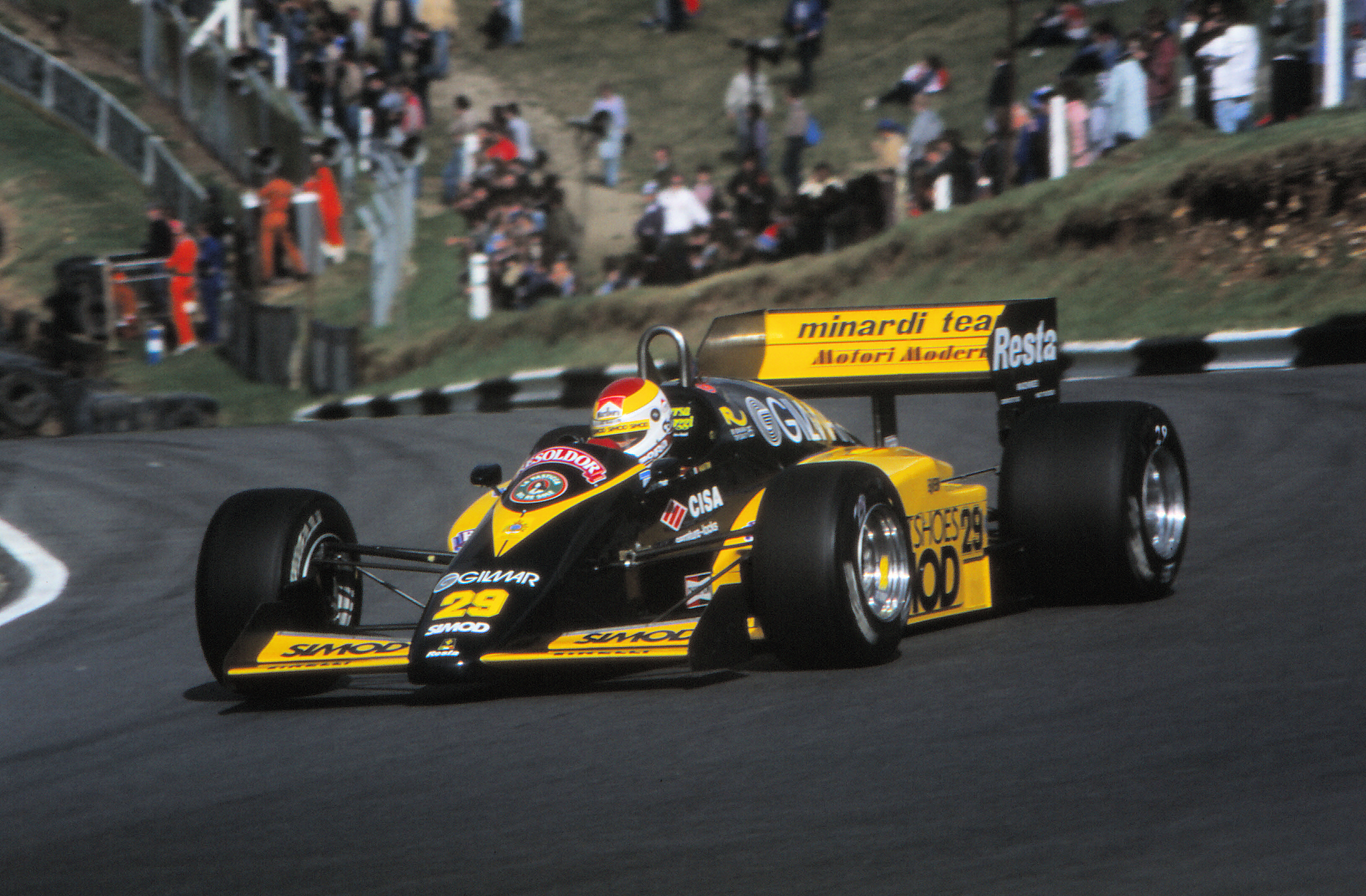
Pierluigi Martini im Minardi M185 beim Großen Preis von Europa 1985

Minardis Formel-1-Team debütierte beim ersten Rennen der Saison 1985 in Brasilien. Einziger Fahrer war Pierluigi Martini, der 1983 ein F2-Rennen für Minardi gefahren war und in der Formel 1 bereits im Vorjahr in Italien für Toleman debütiert hatte, aber an der Qualifikation gescheitert war. Martini ging in diesem Jahr in seine erste volle Formel-1-Saison. In Jacarepaguá und beim anschließenden Weltmeisterschaftslauf in Portugal fuhr der M185 übergangsweise mit dem Cosworth-DFV-Saugmotor. In Brasilien qualifizierte sich Martini für den letzten Startplatz. In seiner schnellsten Trainingsrunde war er 15 Sekunden langsamer als Michele Alboreto im Ferrari, der die Poleposition belegte. In Portugal lag er im Qualifying vor Piercarlo Ghinzanis Osella FA1F mit dem Alfa-Romeo-Turbomotor. In beiden Rennen fiel Martini nach einem Motordefekt aus.
Beim Großen Preis von San Marino in Imola debütierte der M185 mit dem Motori-Moderni-Sechszylinder. In der Qualifikation kam Martini auf Platz 19. Aus Gründen der Vorsicht fuhr Minardi im Rennen mit einem Ladedruck von „weniger als 3,0 bar“, was zur Folge hatte, dass die Leistung des Motors die eines 3,0 Liter großen Saugmotors kaum übertraf. Im anschließenden Rennen in Monaco verpasste das Team die Qualifikation; nach einem Unfall konnte Martini keine gezeitete Runde absolvieren. Bei den folgenden drei Rennen gab es technisch bedingte Ausfälle. Beim Großen Preis von Deutschland kam Martini erstmals in die Wertung, obwohl er auch diesmal vor dem Rennende ausfiel. Die zurückgelegten Runden reichten aus, um trotz des Ausfalls als Elfter gewertet zu werden. Vergleichbares passierte beim Saisonabschluss in Australien. Die einzige Zielankunft des Jahres erreichte Martini beim Großen Preis von Belgien, den er mit fünf Runden Rückstand als Zwölfter beendete.

### 1986
1986 ging Minardi mit zwei Fahrern an den Start. Pierluigi Martini wurde nicht erneut verpflichtet, sondern ging vorerst zurück in die Formel 3000. An seiner Stelle meldete Minardi den erfahrenen Andrea de Cesaris und den Debütanten Alessandro Nannini. Beide hatten zunächst eine B-Version des in seiner Grundkonzeption inzwischen drei Jahre alten M185 zur Verfügung, die wiederum mit dem Motori-Moderni-Sechszylinder ausgestattet war. Nannini fuhr den M185B in dieser Saison nahezu durchgängig, während de Cesaris ab Ungarn das einzige Exemplar des neu konstruierten M186 erhielt. Lediglich in Österreich ging Nannini mit dem M186 an den Start, während de Cesaris noch einmal den M185B fuhr.
Mit Ausnahme des Großen Preises von Monaco qualifizierten sich die beiden Minardi-Fahrer mit ihren M185B für jeden Weltmeisterschaftslauf der Saison 1986. Im Regelfall blieben sie auf die letzten drei Startreihen beschränkt. Ihre Konkurrenten waren zumeist die Autos von Osella und Zakspeed. De Cesaris kam bei keinem Rennen mit dem M185B ins Ziel und wurde auch nicht gewertet. Nannini erreichte beim Großen Preis von Mexiko im Oktober 1986 seine einzige Zielankunft mit dem M185B.

## Ergebnisse
| Fahrer               | Nr.                  | Chassis              | Motor                | 1   | 2   | 3   | 4   | 5   | 6   | 7   | 8   | 9   | 10  | 11  | 12  | 13  | 14  | 15  | 16  | Punkte | Rang |
| -------------------- | -------------------- | -------------------- | -------------------- | --- | --- | --- | --- | --- | --- | --- | --- | --- | --- | --- | --- | --- | --- | --- | --- | ------ | ---- |
| Formel-1-Saison 1985 | Formel-1-Saison 1985 | Formel-1-Saison 1985 | Formel-1-Saison 1985 |     |     |     |     |     |     |     |     |     |     |     |     |     |     |     |     | 0      | –    |
| P. Martini           | 29                   | Minardi M185         | Cosworth DFV V8      | DNF | DNF |     |     |     |     |     |     |     |     |     |     |     |     |     |     | 0      | –    |
| P. Martini           | 29                   | Minardi M185         | Motori Moderni V6t   |     |     | DNF | DNQ | DNF | DNF | DNF | DNF | 11  | DNF | DNF | DNF | 12  | DNF | DNF | 8   | 0      | –    |
| Formel-1-Saison 1986 | Formel-1-Saison 1986 | Formel-1-Saison 1986 | Formel-1-Saison 1986 |     |     |     |     |     |     |     |     |     |     |     |     |     |     |     |     | 0      | –    |
| A. de Cesaris        | 23                   | Minardi M185B        | Motori Moderni V6t   | DNF | DNF | DNF | DNQ | DNF | DNF | DNF | DNF | DNF | DNF |     | DNF |     |     |     |     | 0      | –    |
| A. Nannini           | 24                   | Minardi M185B        | Motori Moderni V6t   | DNF | DNF | DNF | DNQ | DNF | DNF | DNF | DNF | DNF | DNF | DNF |     | DNF | NC  | 14  | DNF | 0      | –    |